# Arisaema fimbriatum
Arisaema fimbriatum là một loài thực vật có hoa trong họ Ráy (Araceae). Loài này được Mast. mô tả khoa học đầu tiên năm 1884.